# 마우리치오 구치
마우리치오 구치(이탈리아어: Maurizio Gucci, 1948년 9월 26일 ~ 1995년 3월 27일)는 이탈리아의 기업인이자 한때 구찌 패션 하우스의 대표였다. 배우 로돌포 구치의 외아들이자 구찌의 설립자 구치오 구치의 손자였다. 1995년 3월 27일, 그는 전 부인 파트리치아 레지아니가 고용한 히트맨에게 암살당했다.